# Adolf Ernst Hensel

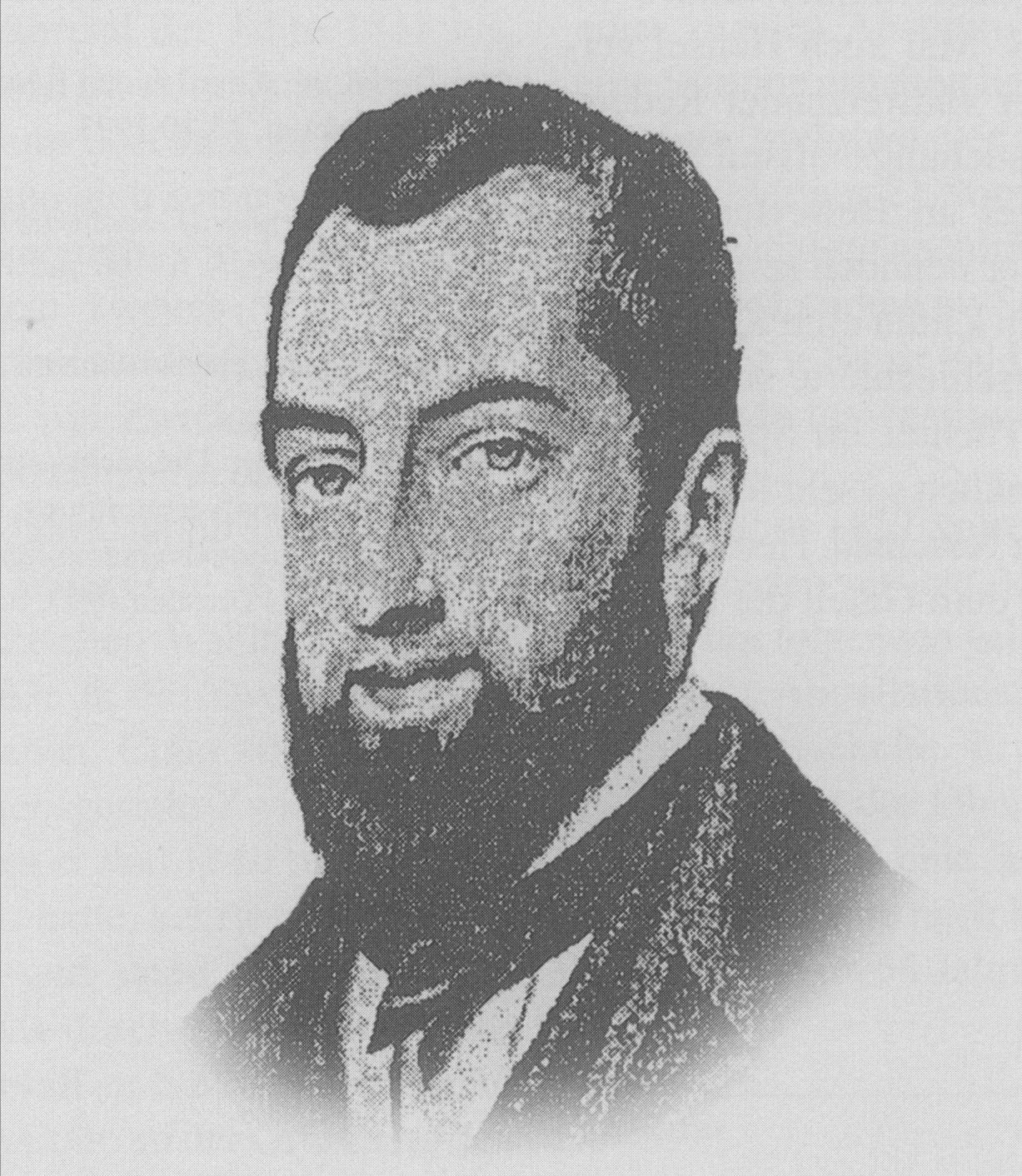
Adolf Ernst Hensel (1811–1862)

Adolf Ernst Hensel (* 11. April 1811 in Kamenz; † 9. Januar 1862 in Zittau) war ein deutscher Jurist und Politiker. Im Laufe der 1848er Revolution war er Mitglied der Frankfurter Nationalversammlung und kurzzeitig Präsident der II. Kammer des Sächsischen Landtags.

## Leben und Wirken
Der Sohn des Steuerbeamten Carl Friedrich Hensel und seiner Ehefrau Johanna Rosina absolvierte von
1829 bis 1833 an der Universität Leipzig ein Studium der Rechtswissenschaft. Dort wurde er 1830 Mitglied der Alten Leipziger Burschenschaft, weswegen er ebenso wie Hermann Joseph (1811–1869), später Präsident der I. Landtagskammer, einer Kriminaluntersuchung unterzogen wurde. Nachdem er 1837 in erster Instanz zu einem Jahr Gefängnis verurteilt worden war, wurde er anschließend (verteidigt durch Wilhelm Schaffrath) vor dem Oberappellationsgericht freigesprochen. Im Zuge der Demagogenverfolgung wurde er im Schwarzen Buch der Frankfurter Bundeszentralbehörde (Eintrag Nr. 670) festgehalten.
Unter diesen Bedingungen konnte er sich 1839 als Advokat in Bernstadt niederlassen, wo er zugleich das Stadtrichteramt übernahm und juristisches Ratsmitglied wurde. 1840 wurde er Verwalter der Patrimonialgerichte über die Rittergüter Obergurig und Cunewalde sowie des Stifts Joachimstein.
Als Vertreter des 20. städtischen Wahlbezirks wurde er 1845 Abgeordneter in der II. Kammer des Sächsischen Landtags, in dem sein Bruder, der Justizamtmann Friedrich Theophil Hensel, von 1839 bis 1847 ebenfalls Mitglied war und in dieser Zeit als Sekretär der Kammer fungierte. Von seinem Zeitgenossen Bernhard Hirschel wurde er als „Doktrinär der Liberalen“ bezeichnet. Seine Liberalität sei ein „Erzeugnis der Bildung“ und er bringe sich im Landtag zu „juristischen und finanziellen Fragen“ und zu Bildungsfragen fachkundig ein. Am 11. Juli 1846 wurde er nach Teilnahme an seinem ersten Landtag durch ein Festkomitee seiner Wähler auf einer Feier im Zittauer Rathaus empfangen. Nachdem er von der Stadt Zittau zum besoldeten Stadtrat berufen worden war, siedelte er dorthin über. Auch für die außerordentlichen Landtage der Jahre 1847 und 1848 hatte er ein Mandat, wobei er im Revolutionsjahr dieses nicht wahrnahm und an seiner statt der Zittauer Gerichtsdirektor und Advokat Gustav Woldemar Kretzschmar den Wahlbezirk in der II. Kammer vertrat. Stattdessen vertrat er das Königreich Sachsen auf dem Frankfurter Vorparlament sowie als Kandidat des Vaterlandsvereins in der Frankfurter Nationalversammlung, wo er sich der Fraktion Deutscher Hof anschloss.
In den nach dem liberalisierten Wahlrecht gewählten Landtag 1848/49 zog er im Dezember 1848 für den 5. Wahlbezirk als Kandidat des Bernstadter Vaterlandsvereins erneut ein. Als Kammerpräsident stand er diesem Landtag vor, dessen Hauptfokus auf der Einführung und Stärkung des sächsischen Parlamentarismus sowie der Anerkennung der Paulskirchenverfassung durch den sächsischen König Friedrich August II. lag. Dieses Parlament wurde jedoch bereits am 28. April 1849 aufgelöst. Nach Niederschlagung des Dresdner Maiaufstands, bei dem vom 3. bis 9. Mai 1849 versucht wurde, den König zu stürzen und eine Republik zu etablieren, wurde er am 28. Mai verhaftet und wegen Hochverrats und „aufreizender Reden“ angeklagt. Aus Mangel an Beweisen musste er jedoch freigesprochen werden. Dennoch verlor er sein Amt als Stadtrat von Zittau. Er eröffnete daraufhin eine Anwaltskanzlei. Er starb am 9. Januar 1862 in seinem Wohnort Zittau und wurde sechs Tage später in Bernstadt a. d. Eigen beigesetzt.

## Schriften
- Antrag auf Herausgabe einer Zeitschrift des allgemeinen Advocaten-Vereins, Zittau 1857